# جنت نیوبری
 جنت نیوبری (انگلیسی: Janet Newberry؛ زاده ۶ اوت ۱۹۵۳) یک تنیس‌باز اهل ایالات متحده آمریکا است.